# Abilene (Teksas)
Abilene – miasto w Stanach Zjednoczonych w środkowej części stanu Teksas, założone w 1881 roku przy drodze wiodącej nad Pacyfik. Według spisu w 2020 roku liczy 125,2 tys. mieszkańców i jest 27. co do wielkości miastem Teksasu.
Siedziba hrabstwa Taylor, ośrodek handlu i nauki (2 uniwersytety), centrum regionu wydobycia ropy naftowej i gazu ziemnego, przemysłu spożywczego, elektronicznego, lotniczego, maszynowego, materiałów budowlanych. 5 km od miasta znajduje się Port lotniczy Abilene.

## Demografia

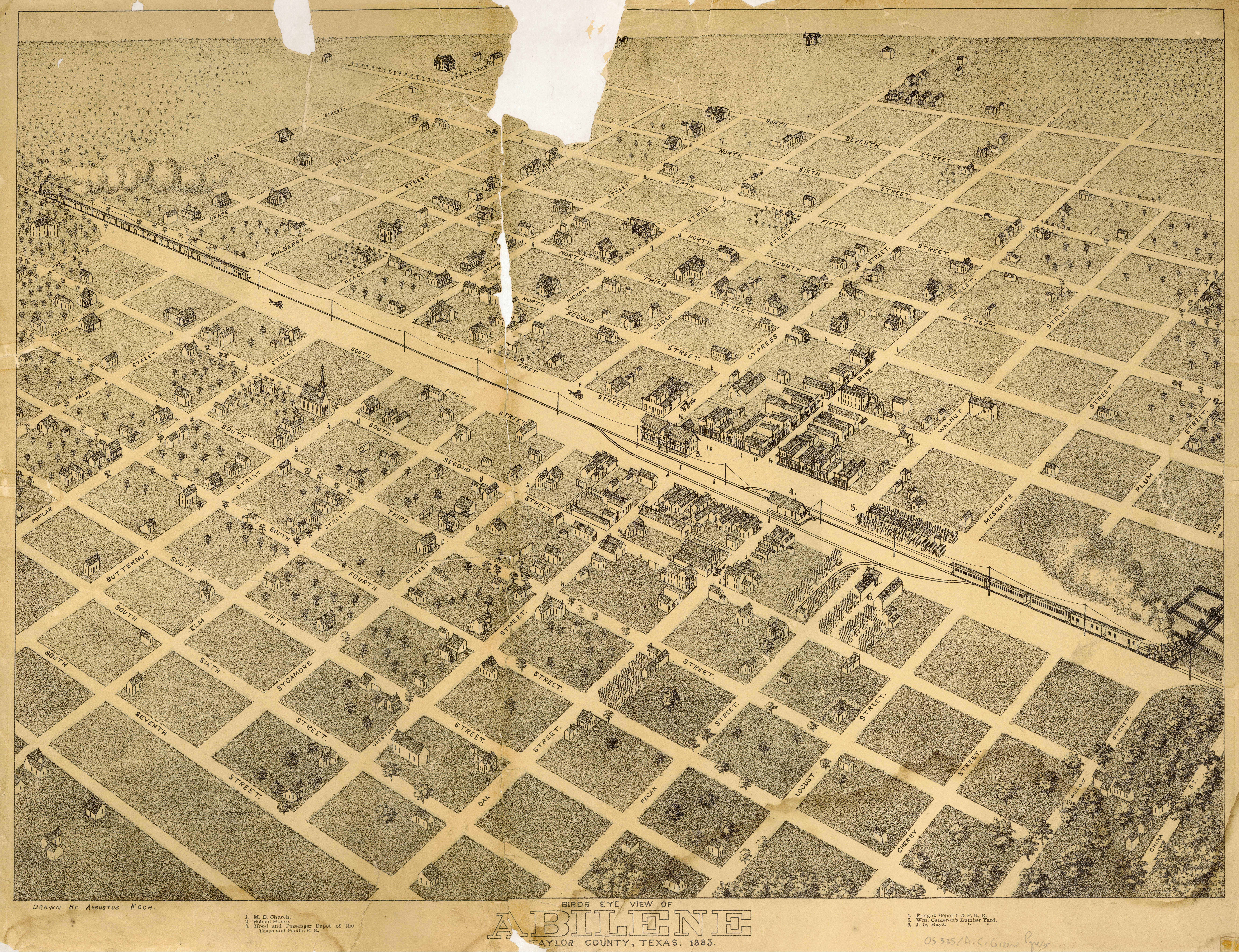
Mapa miasta z 1883 roku

## Kościoły i związki wyznaniowe
Spis na 2020 rok, obejmuje aglomeracje miasta:
- Południowa Konwencja Baptystów: 45 383 członków w 97 zborach   12,3%
- lokalne bezdenominacyjne zbory ewangelikalne: 15 376 członków w 31 zborach   98,7%
- Kościół katolicki: 12 877 członków w 9 parafiach   47,2%
- Kościoły Chrystusowe: 11 842 członków w 56 zborach   18,0%
- Zjednoczony Kościół Metodystyczny: 7694 członków w 24 zborach   23,4%
- Zbory Boże: 2461 członków w 15 zborach   16,6%
- Kościół Jezusa Chrystusa Świętych w Dniach Ostatnich: 1812 członków w 4 świątyniach   5,9%
- Kościół Prezbiteriański USA: 1697 członków w 5 zborach   1,6%
- Kościół Episkopalny: 1228 członków w 2 zborach   2,4%
- świadkowie Jehowy: 1040 wyznawców w 5 zborach
- Kościół Luterański Synodu Missouri: 997 członków w 2 zborach   1,6%
- Narodowa Misyjna Konwencja Baptystyczna Ameryki: 530 członków w 3 zborach
- Baptystyczne Misyjne Stowarzyszenie Ameryki: 4 zbory
- Zjednoczony Kościół Zielonoświątkowy: 3 zbory

## Miasta partnerskie
- Grecja: Korynt
- Argentyna: Río Cuarto